# Deep Space 1
Deep Space 1 (abreviadamente, DS 1) fue una sonda espacial estadounidense lanzada el 24 de octubre de 1998 a bordo de un cohete Delta y cuya finalidad principal era la de ser un demostrador tecnológico con el que probar una serie de nuevas tecnologías relacionadas con la exploración espacial. La sonda sobrevoló un asteroide y un cometa, añadiendo valor científico a la misión. La misión, considerada un éxito, fue extendida varias veces y se dio por finalizada el 18 de diciembre de 2001.
Deep Space 1 fue la primera misión del programa New Millenium de la NASA.

## Nave

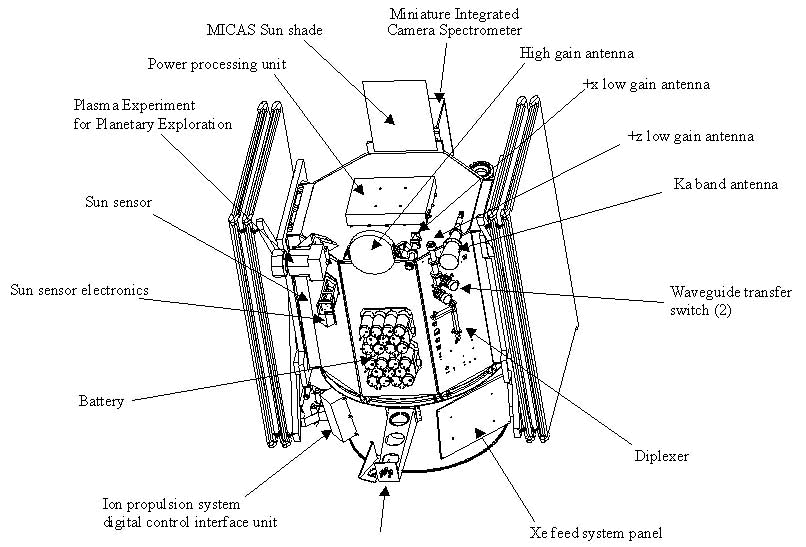
Esquema de la Deep Space 1.

La estructura de la nave consistía en un marco octogonal de aluminio, de 1,5 m de alto, 1,1 m de profundidad y 1,1 m de ancho. Con las antenas desplegadas, la nave medía 2,5 m de alto, 2,1 m de profundidad y 1,7 m de ancho. Tenía una masa de 486 kg.
Los paneles solares desplegados daban a la nave una envergadura de 11,75 m. Estos usaban una de las nuevas tecnologías, SCARLET, para aumentar su rendimiento: lentes cilíndricas concentraban la luz solar en una tira de células fotovoltaicas y al mismo tiempo las protegían. Al comienzo de la misión los paneles proporcionaban 2500 vatios de potencia a 100 voltios.
Las comunicaciones tenían lugar a través de una antena de alta ganancia, dos de baja ganancia y una antena de banda Ka, todas montadas en la parte superior de la nave, con una tercera antena de baja ganancia montada en uno de los brazos extensibles.
La propulsión principal la proporcionaba un motor iónico alimentado por xenón, en la parte inferior de la nave, y el control de actitud se conseguía con pequeños propulsores alimentados por hidracina. En total, la nave llevaba 81,5 kg de xenón (de los cuales se habían utilizado 73,4 kg cuando finalizó la misión) y 31,1 kg de hidracina. Deep Space 1 fue la primera misión que utilizó la propulsión iónica como propulsión principal. El motor funcionó un total de 16.265 horas.

## Tecnologías

### NSTAR (motor iónico)

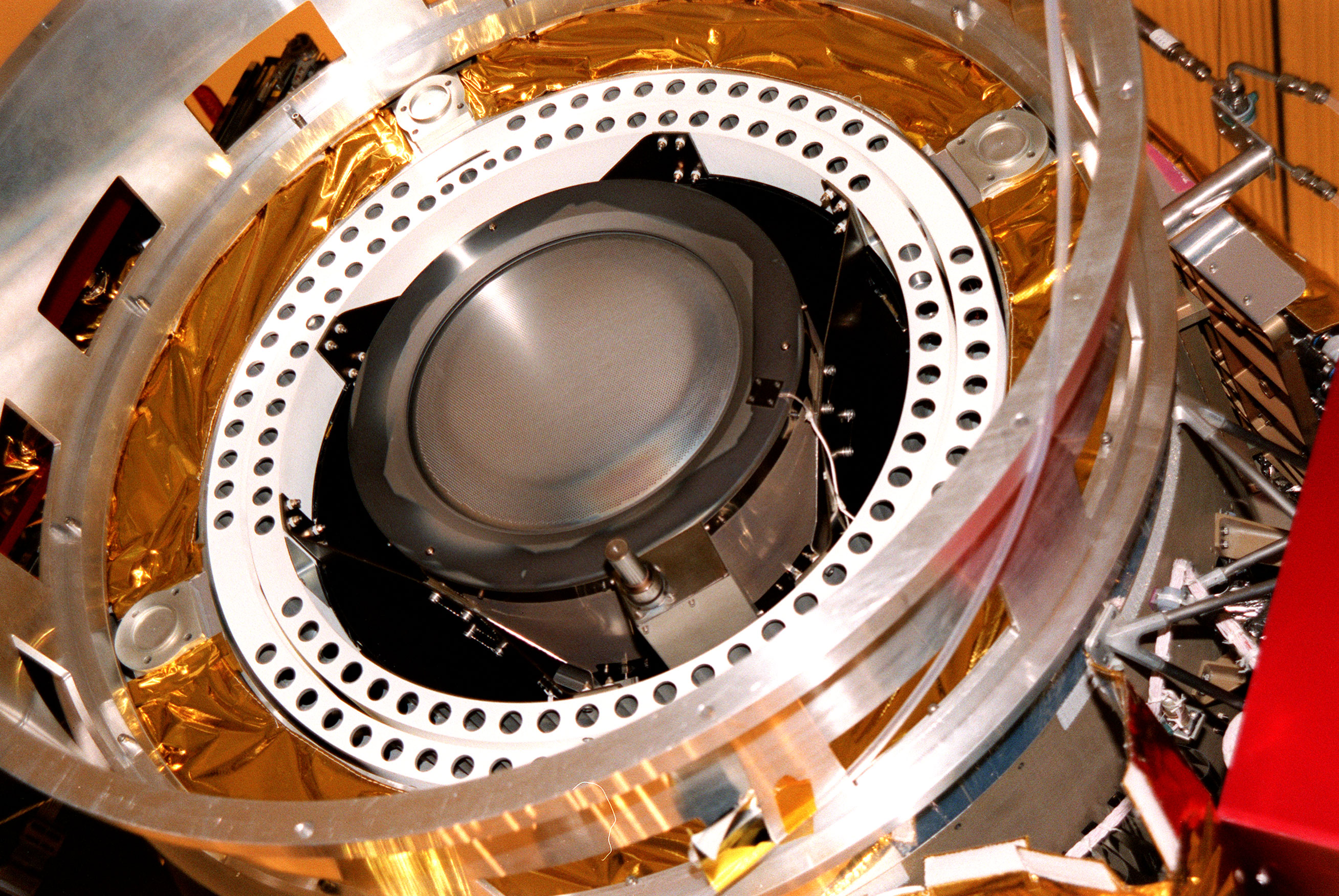
El motor iónico de la Deep Space 1.

Se trataba de un propulsor iónico alimentado por xenón y la energía eléctrica proporcionada por los paneles solares, desarrollado por la NASA en el Glenn Research Center. Alcanzaba un impulso específico de entre 1000 y 3000 segundos, un orden de magnitud superior al de la propulsión química, consiguiéndose un importante ahorro de propulsante y por tanto de masa.
El propulsor, a su máxima potencia, proporcionaba un empuje de 92 milinewtons, varios órdenes de magnitud por debajo de la propulsión química tradicional. Para alcanzar grandes velocidades los motores iónicos deben mantener su funcionamiento durante largos periodos de tiempo (días, meses o incluso años).

### SCARLET
SCARLET (Solar Concentrator Array of Refractive Linear Element Technologies) es una tecnología usada en los paneles solares para mejorar su rendimiento, también desarrollada en el Glenn Research Center. Utilizaba lentes de Fresnel hechas de silicio para concentrar la luz solar sobre las células fotovoltaicas, produciendo una potencia equivalente a un panel solar convencional de mayor tamaño.

### Autonav
Autonav es un sistema de navegación autónomo desarrollado por el JPL que utiliza asteroides brillantes y su movimiento relativo contra el fondo de estrellas como referencia. Con dos o más asteroides la nave podía triangular su posición. Conociendo dos o más posiciones diferentes a lo largo del tiempo, la nave puede determinar su velocidad, y con ambos datos, su trayectoria.
Las naves generalmente dependen de transmisores situados en la Tierra (como los de la Red de Espacio Profundo de la NASA) para determinar su posición, pero los transmisores no siempre están disponibles para esa función, y se necesitan operadores experimentados para la tarea. Con Autonav se aumentaría la autonomía de la misión, se reducirían costes y se liberaría tiempo de los transmisores de Tierra para ser usados en otras funciones (como la recepción de datos).
Autonav también sirve para determinar la posición de objetos (asteroides, cometas...) con respecto de la nave, lo que sirve para realizar un apuntado más preciso y autónomo de los instrumentos científicos. La sonda Deep Impact utilizó este sistema en su estudio del cometa 9P/Tempel 1.

### Agente remoto
El Agente remoto fue desarrollado en el Ames Research Center de la NASA, y era una inteligencia artificial que controlaba la nave sin supervisión humana. Demostró su capacidad para planear actividades y diagnosticar y responder a fallos simulados en diversos componentes de la nave. Con este sistema se aumentará la fiabilidad y la capacidad para recoger datos científicos de futuras sondas.

### Monitor de baliza
Es otro método para reducir el uso de las redes de comunicaciones de tierra. En las etapas de crucero, en las que la nave no recoge datos científicos, la Deep Space 1 se limitaba a enviar una onda portadora a una determinada frecuencia, en lugar de datos, como las misiones clásicas. Para detectar la onda portadora bastan antenas mucho más simples que las necesarias para recoger y decodificar datos. Si ocurre alguna anomalía en la nave, la onda portadora oscila entre cuatro tonos, según la urgencia de la anomalía detectada. Las antenas detectan el cambio de frecuencia, se da el aviso y si es necesario se utilizan las antenas más grandes y complejas para contactar con la nave. Un sistema parecido se está utilizando en la sonda New Horizons.

### SDST
SDST (Small Deep-Space Transponder) es un sistema de radio miniaturizado, capaz de utilizar la banda Ka, que es una banda en alta frecuencia capaz de transmitir más datos que otras bandas utilizadas habitualmente en misiones espaciales.

### PEPE
PEPE (Plasma Experiment for Planetary Exploration) es un espectrómetro de iones y electrones para medición del entorno de partículas de la sonda.

### MICAS
MICAS (Miniature Integrated Camera And Spectrometer) es un instrumento que combina dos canales de imagen óptica con espectrómetros infrarrojo y ultravioleta con los que deducir la composición del objetivo.

## Perfil de la misión
Tras ser lanzada en un cohete Delta II a las 12:08 UT del día 24 de octubre de 1998, la sonda entró en una órbita heliocéntrica, separándose de la última etapa del Delta II a unos 550 km sobre el océano Índico. La primera telemetría fue recibida por la Red del Espacio Profundo 1 hora y 37 minutos tras el lanzamiento, con 13 minutos de retraso tras lo esperado. La razón del retraso fue que los cinturones de Van Allen produjeron ruido en el rastreador de estrellas de la sonda, haciendo que la nave no se orientase correctamente hasta atravesarlos.
El motor iónico falló tras 4,5 minutos de funcionamiento a partir del primer encendido. Se determinó que la causa fueron cortocirtuitos debidos a restos de gas y material eyectados durante la separación de la última etapa y que cortocircuitaban la rejilla eléctrica del motor. El motor comenzó a funcionar normalmente poco después, cuando desaparecieron los restos de contaminación.
Originalmente, Deep Space 1 debería haber sobrevolado el asteroide (3352) McAuliffe en 1999 y el cometa 76P/West-Kohoutek-Ikemura y el planeta Marte en 2000, pero debido a un retraso en el lanzamiento no fue posible.
La misión principal finalizaría el 18 de septiembre de 1999, con la posibilidad de una extensión para sobrevolar el cometa Borrelly en septiembre de 2001. Se planeó un sobrevuelo del asteroide (9969) Braille para el 28 de julio de 1999, a una distancia mínima de entre 5 y 10 km. Los sobrevuelos a ambos cuerpos eran un extra de la misión, que se trataba fundamentalmente de demostración tecnológica. En agosto de 1999 se aprobó una extensión de la misión, y en vista del buen funcionamiento de los sistemas hasta el momento, se propuso un sobrevuelo al cometa 107P/Wilson-Harrington, que no pudo tener lugar debido al fallo del rastreador de estrellas en noviembre de 1999.
El rastreador de estrellas mantiene informado a la sonda de su posición en los tres ejes, y su fallo implicaba prácticamente el final de la misión. Paradójicamente, el rastreador de estrellas era un instrumento comercial, no una de las nuevas tecnologías a probar. Sin el seguidor, la nave sólo podía orientarse hacia el Sol y ponerse a girar lentamente sobre su eje. Con ello se perdió el contacto con la antena de alta ganancia. El personal de tierra ideó un método para averiguar la posición correcta para contactar con la antena de alta ganancia basándose en la intensidad de la señal recibida, consiguiendo restablecer el contacto total el 14 de enero de 2000. Se realizó un análisis del rastreador de estrellas y se concluyó que no era recuperable. En lugar de cancelar la misión, se llevó a cabo un esfuerzo por recuperar la capacidad de orientación de la nave sin tener que usar el rastreador de estrellas. Los trabajos se extendieron durante 7 meses, en los que se programó el instrumento MICAS como sustituto del rastreador de estrellas. MICAS tenía menos del 1% del campo de visión del seguidor y una tasa de transmisión de datos 100 veces más lenta, aunque una sensibilidad un orden de magnitud mayor. Durante todo ese tiempo no se pudo usar el motor iónico, que no volvió a ser puesto en marcha hasta el 28 de junio de 2000.
Debido al fallo del rastreador de estrellas no pudo tener lugar el sobrevuelo del cometa Wilson-Harrington, a cambio de poder sobrevolar el cometa Borrelly a tiempo, encuentro que tuvo lugar el 22 de septiembre de 2001.
Tras el último sobrevuelo, continuaron las pruebas tecnológicas, hasta que el 18 de diciembre de 2001, con los niveles de hidracina extremadamente bajos (la recuperación de la sonda tras la pérdida del rastreador de estrellas produjo un consumo no previsto del propelente) y sin más pruebas tecnológicas que realizar, la misión se dio por concluida, ordenándose el apagado del transmisor de la sonda, pero dejando encendido el receptor.

## Sobrevuelos

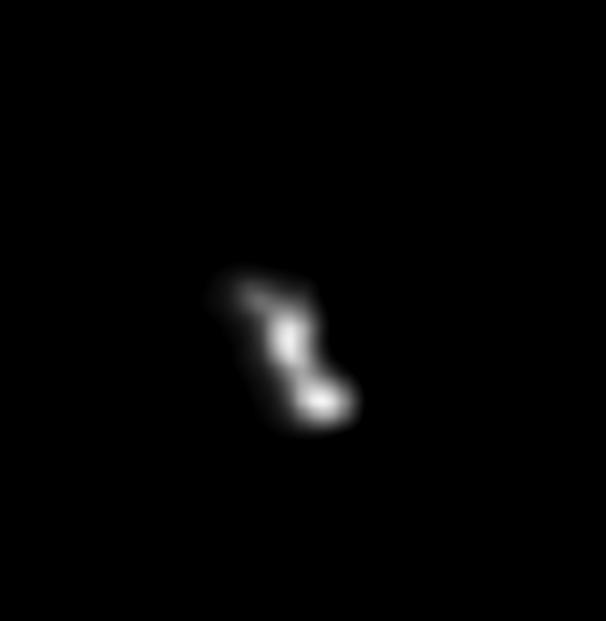
Braille visto por MICAS.

### (9969) Braille
Deep Space 1 sobrevoló el asteroide Braille el 28 de julio de 1999. Debido a un problema con la sonda, el encuentro tuvo lugar a una distancia mayor de la esperada (26 kilómetros en lugar de 240 metros). La mayor distancia implicaba un menor brillo del asteroide, confundiendo a Autonav e impidiendo que apuntase correctamente la cámara hasta casi una hora después de la máxima aproximación.

### Cometa Borrelly

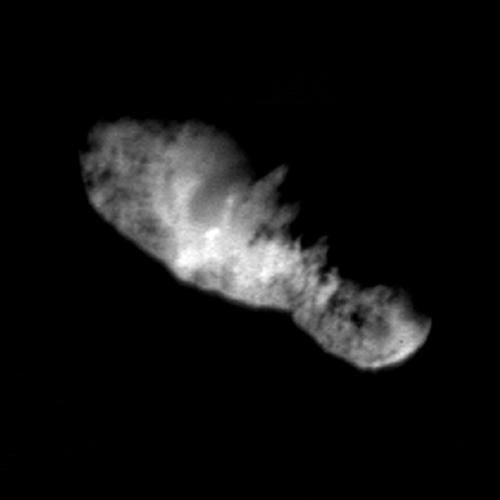
Núcleo del cometa Borrelly, observado por MICAS.

La sonda se encontró con el cometa Borrelly el 22 de septiembre de 2001, pasando a una distancia mínima de 2200 km de su superficie. La nave no estaba preparada para un encuentro cometario: no llevaba escudo contra el polvo que se suele encontrar alrededor de un cometa ni el sistema de control de posición estaba diseñado para realizar los movimientos necesarios para seguir a un objeto en rápido movimiento. Además, la cámara necesaria para tomar las imágenes del cometa (MICAS) estaba haciendo la función de rastreador de estrellas, necesaria para mantener la posición correcta, con lo que hubo que planear en qué momentos se usaría para cada cosa. Un problema adicional fue el alto consumo de hidracina necesario en la recuperación tras la pérdida del rastreador de estrellas, convirtiéndose en una seria preocupación la posibilidad de quedarse sin propelente para el control de posición antes del sobrevuelo.
A pesar de todos los problemas, el equipo de tierra consiguió superarlos y realizar uno de los sobrevuelos cometarios más exitosos, tomando las imágenes de más resolución de un cometa hasta entonces. También se midió el espectro infrarrojo de la superficie y se tomaron medidas de la energía de los iones y electrones alrededor del cometa, así como registros de los campos magnéticos y las ondas de plasma